# Swazilands damlandslag i fotboll
Swazilands damlandslag i fotboll representerar Swaziland i fotboll på damsidan. Dess förbund är National Football Association of Swaziland.